# Vauciennes, Oise
Vauciennes là một xã thuộc tỉnh Oise trong vùng Hauts-de-France phía bắc nước Pháp. Xã này nằm ở khu vực có độ cao trung bình 118 mét trên mực nước biển.